# Marek Suchý
Marek Suchý (Praag, 29 maart 1988) is een Tsjechisch voetballer die doorgaans als centrale verdediger speelt. In juli 2019 maakte hij transfervrij de overstap naar FC Augsburg nadat zijn contract bij Basel afliep. Suchý debuteerde in 2010 in het Tsjechisch voetbalelftal.

## Interlandcarrière
Op 7 september 2010 maakte Suchý zijn debuut in het Tsjechisch voetbalelftal in een EK-kwalificatiewedstrijd tegen Litouwen. Hij maakte deel uit van de selectie voor het Europees kampioenschap 2012, maar kwam daar niet in actie. In oktober 2015 kwalificeerde Suchý zich met Tsjechië voor het Europees kampioenschap 2016; in 2015 was hij een basisspeler in het nationaal elftal. Op 10 oktober 2015 droeg hij in de kwalificatiewedstrijd tegen Turkije (0–2 winst) voor het eerst de aanvoerdersband van Tsjechië. Drie dagen later werd Suchý in het laatste kwalificatieduel in en tegen Nederland twee minuten voor rust met een rode kaart door arbiter Damir Skomina van het veld gestuurd. Tsjechië won met 2–3. Met Tsjechië nam hij in juni 2016 deel aan het Europees kampioenschap in Frankrijk. Na nederlagen tegen Spanje (0–1) en Turkije (0–2) en een gelijkspel tegen Kroatië (2–2) was Tsjechië uitgeschakeld in de groepsfase.

## Erelijst
Slavia Praag
- 1. česká fotbalová liga

2007/08, 2008/09
 FC Basel
- Super League

2013/14, 2014/15, 2015/16, 2016/17
- Beker van Zwitserland

2016/17, 2018/19
1 Čech  ·
2 Gebre Selassie ·
3 Kadlec ·
4 Suchý ·
5 Hubník ·
6 Sivok ·
7 Necid ·
8 Limberský ·
9 Rezek ·
10 Rosický ·
11 Petržela ·
12 Rajtoral ·
13 Plašil ·
14 Pilař ·
15 Baroš ·
16 Laštůvka ·
17 Hübschman ·
18 Kolář ·
19 Jiráček ·
20 Pekhart ·
21 Lafata ·
22 Darida ·
23 Drobný ·
Coach: Bílek
1 Čech ·
2 Kadeřábek ·
3 Kadlec ·
4 Gebre Selassie ·
5 Hubník ·
6 Sivok ·
7 Necid ·
8 Limberský ·
9 Dočkal ·
10 Rosický ·
11 Pudil ·
12 Škoda ·
13 Plašil ·
14 Kolář ·
15 Pavelka ·
16 Vaclík ·
17 Suchý ·
18 Šural ·
19 Krejčí ·
20 Skalák ·
21 Lafata ·
22 Darida ·
23 Koubek ·
Coach: Vrba